# Barbara Buffy
Barbara Buffy (geb. 1979 in Günzburg) ist eine deutsche Opernsängerin (Mezzosopran).

## Leben
Barbara Buffy, in Günzburg geboren und in Ichenhausen aufgewachsen, studierte Schulmusik an der Musikhochschule Würzburg und Operngesang bei Rudolf Piernay an der Hochschule Mannheim. 
Während ihres Studiums sang Barbara Buffy 2006 als Gast am Nordharzer Städtebundtheater Halberstadt/Quedlinburg die „Matilda“ in Händels Ottone.
Danach war sie am Theater in Bremen engagiert und sang gastierend in Saarbrücken, Braunschweig, Flensburg, Ulm, Oldenburg und Coburg.

## Auszeichnungen
Im Juli 2009 wurde sie in Coburg mit dem Preis des Internationalen Gesangswettbewerbs Alexander Girardi ausgezeichnet.